# 52 (getal)
52 (tweeënvijftig) is het natuurlijke getal volgend op 51 en voorafgaand aan 53.

## Wiskunde
Het getal 52 is
- een tienhoeksgetal.
- een onaanraakbaar getal.
- een deler van 104.

## Natuurwetenschap
52 is
- Het atoomnummer van het scheikundig element Telluur (Te).

## Overig
Tweeënvijftig is ook:
- Het landnummer voor internationale telefoongesprekken naar Mexico.
- Het jaar A.D. 52 en 1952.
- Het gebruikelijke aantal witte toetsen op een piano.
- Het meest gebruikelijke aantal kaarten in een kaartspel zonder jokers (4 x 13)